# Haldenwang (Guntzbourg)
Pour les articles homonymes, voir Haldenwang.
Haldenwang est une commune de Bavière (Allemagne), située dans l'arrondissement de Guntzbourg, dans le district de Souabe.